# Ивадзима
Сендзокудзодзо-Сима (яп. 千束蔵々島 сэндзокудзо:дзо-сима) или Ивадзима (яп. 維和島 ивадзима) — остров на юге Японии, в архипелаге Амакуса, расположенный в префектуре Кумамото. Его площадь составляет 6,40 км². Население — 1083 человек (2020), 1790 (2005).
Высочайшая точка — гора Такаяма (167 м).
Длина береговой линии составляет 17,2 км.
Остров лежит на северо-западе префектуры, к юго-востоку от острова Ояно, территориально относится к городу Камиамакуса. До 1954 года представлял собой отдельную административную единицу — деревню Ивадзима, с 1954 по 2004 год относился к посёлку Ояно. С востока его омывает залив Яцусиро, на северо-западе пролив Дзодзо-сэто (яп. 蔵々瀬戸) отделяет его от острова Тобасе. Название «Сендзокудзодзо-сима» приосходит от того, что восточная часть острова называется Дзодзо, а западная — Сендзоку.
С 1976 года на западе связан мостом через островок Ягюдзима с островом Ояно, который, в свою очередь, связан с Кюсю. Имеется паромная связь с портом Мисуми на Кюсю.
У западного побережья острова выращивают креветок Penaeus japonicus, треть улова которых отправляется в Токио, и желтохвоста. На восточном берегу расположен пляж Дзодзо. Гора Дайкан (大観山, 142 м) — известная смотровая точка. На острове производят особый вид керамики, называемый «Дзодзогама».
Ивадзима входит в префектурный парк «Мисуми-Ояно», а часть побережья относится к национальному парку Ундзен-Амакуса.